# Parafia Świętych Apostołów Piotra i Pawła w Uścimowie
Parafia Świętych Apostołów Piotra i Pawła w Uścimowie – parafia rzymskokatolicka w Uścimowie.
Parafia erygowana w 1925. Obecny kościół parafialny murowany, wybudowany w 1947–1971.

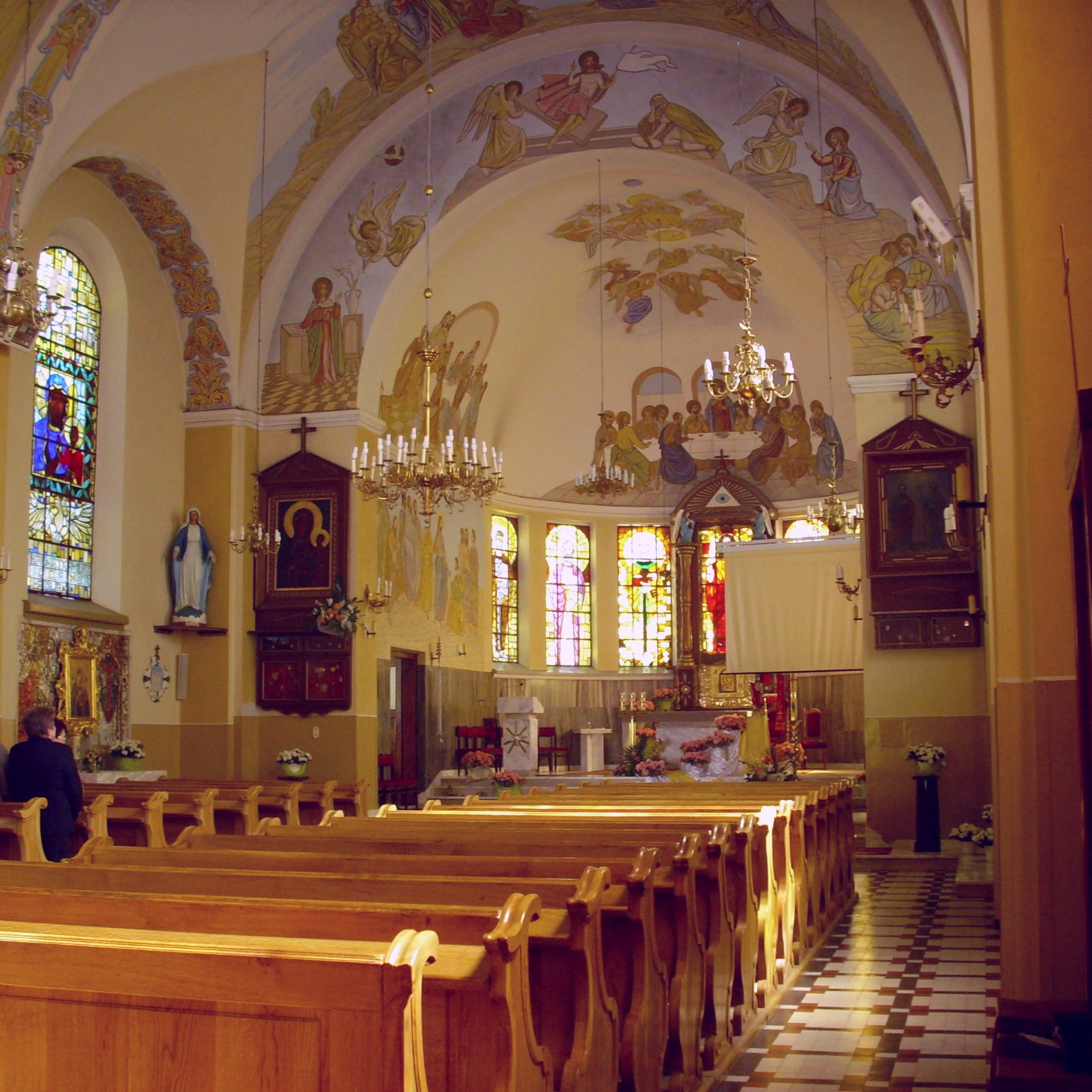
Wnętrze kościoła

Terytorium parafii obejmuje: Drozdówkę, Głębokie, Krasne-Kolonia, Maśluchy, Nowy Uścimów oraz Stary Uścimów.